# Hutaraja (Purba)
Hutaraja is een bestuurslaag in het regentschap Simalungun van de provincie Noord-Sumatra, Indonesië. Hutaraja telt 887 inwoners (volkstelling 2010).